# Tazzari
Tazzari GL S.p.A. ist ein italienischer Hersteller von Elektroautomobilen.

## Unternehmensgeschichte
Das Unternehmen aus Imola, das zur im Bereich Aluminiumguss tätigen Tazzari Group gehört, begann 2007 mit der Entwicklung von Automobilen. Auf der Bologna Motor Show im Dezember 2009 wurden erstmals Fahrzeuge präsentiert. Der Dezember 2009 gilt auch als Beginn der Produktion. 2010 und 2011 wurden Fahrzeuge auf dem Genfer Auto-Salon ausgestellt. Tazzari war Entwicklungspartner für das Elektroauto Microlino von Micro Mobility Systems. Der Markenname des Unternehmens lautet Tazzari. 
2018 übernahm der Autohersteller Artega die Rechte für einen Teil von Microlino. 2021 übernahm Tazzari den italienischen Hersteller von Elektromotorrädern Italian Volt und verlegte dessen Entwicklung nach Imola.

## Fahrzeuge

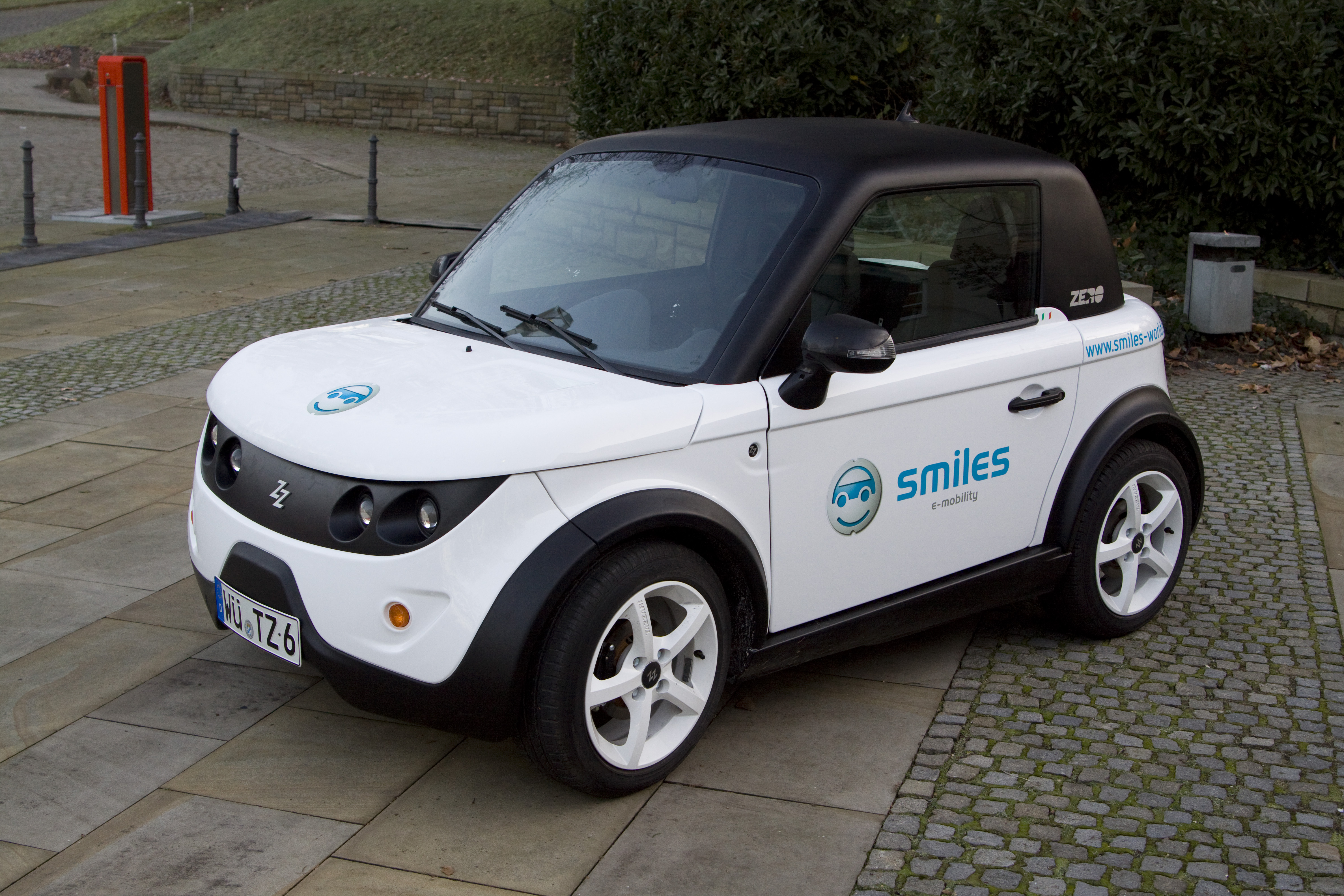
Tazzari Zero

Das einzige Modell war zunächst der zweisitzige Tazzari Zero mit einer Höchstgeschwindigkeit von 100 km/h. Der als Stadtauto konzipierte Kleinstwagen wird auch in Deutschland angeboten. 2017 wurde der optisch ähnliche EM2 und der EM1 eingeführt.
2021 wurden auf der Motorradmesse EICMA in Mailand neue Modelle vorgestellt: ein Strand-Buggy Zero 4 und der 2,13 m lange Minimax, den es als auch 3,23 m langen Transporter Cubo gibt.